# In Case of Emergency (série télévisée)
Pour les articles homonymes, voir In Case of Emergency et ICE.
In Case of Emergency est une série télévisée américaine en treize épisodes de 22 minutes, créée par Howard J. Morris et dont seulement douze épisodes ont été diffusés entre le 3 janvier et le 11 avril 2007 sur le réseau ABC.
En France, la série a été diffusée à partir du 18 novembre 2007 sur Comédie !. Elle reste inédite dans les autres pays francophones.

## Synopsis
Cette sitcom met en scène quatre amis qui se retrouvent quelques années après la fin de leurs études et dont la vie n'est pas celle qu'ils avaient espérée…

## Distribution
- Jonathan Silverman (VF : Guillaume Lebon) : Harry Kennison
- David Arquette (VF : Arnaud Arbessier) : Jason Ventress
- Greg Germann (VF : Pierre Tessier) : Sherman Yablonsky
- Kelly Hu (VF : Yumi Fujimori) : Kelly Lee
- Lori Loughlin (VF : Emmanuèle Bondeville) : Dr Joanna Lupone
- Jackson Bond (VF : Lewis Weill) : Dylan Kennison

### Acteurs récurrents et invités
- Jane Seymour : Donna, mère de Jason[2] (épisodes 6 à 8)

 Source et légende : version française (VF) sur RS Doublage

## Épisodes
1. Retrouvailles (Pilot)
2. Réveil difficile (It's Got to Be the Morning After)
3. Vœu de silence (Let Go, Let Golf)
4. Prisonnier de l'Ambre (Stuck in Amber)
5. La Vérité (Denial for a While)
6. Cher oncle Henry (Oh, Henry)
7. Amour interdit (Forbidden Love)
8. En manque d'amour (Proof of Love)
9. Les oies sont cuites (Your Goose is Cooked)
10. Le Bon, la brute et la mafia (The Good, the Bad and the Mob)
11. Tout est bien qui finit bien (Happy Endings)
12. Désordre au tribunal (Disorder in the Court)
13. La Photo (The Picture)